# Aamir Simms
Aamir Earl Simms (East Orange, 17 febbraio 1999) è un cestista statunitense.

## Carriera

### Squadra
Dopo aver trascorso quattro stagioni con i Clemson Tigers, inizia la carriera professionistica nel 2021 con i Westchester Knicks. Il 29 luglio 2022 firma un annuale con il Paris; il 19 luglio 2023 passa alla Reyer Venezia.

### Nazionale
Nel 2019 ha vinto la medaglia d'oro alle Universiadi di Napoli.